# Alpaida thaxteri
Alpaida thaxteri là một loài nhện trong họ Araneidae.
Loài này thuộc chi Alpaida. Alpaida thaxteri được Herbert Walter Levi miêu tả năm 1988.